# Miód

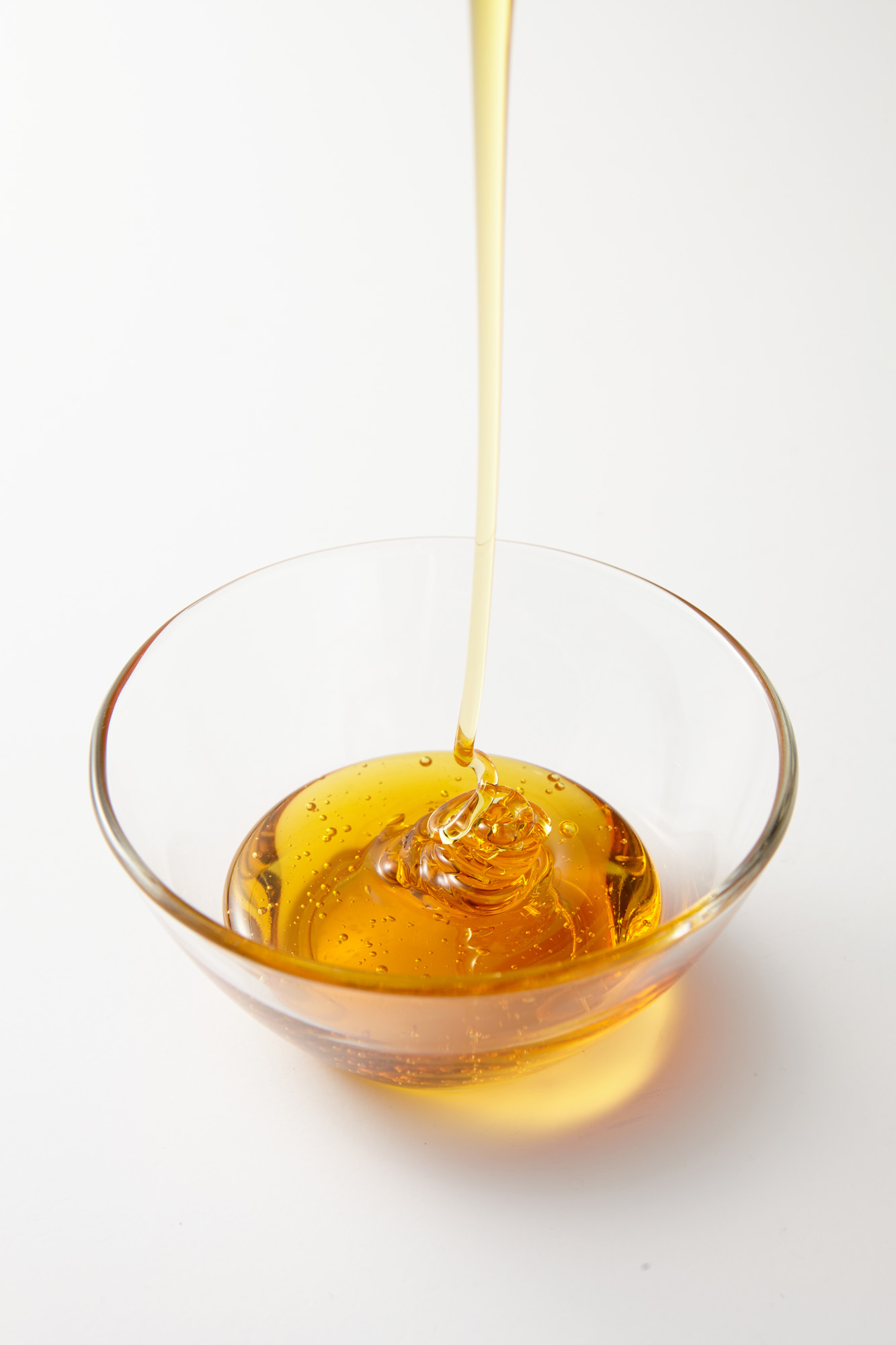
Miód

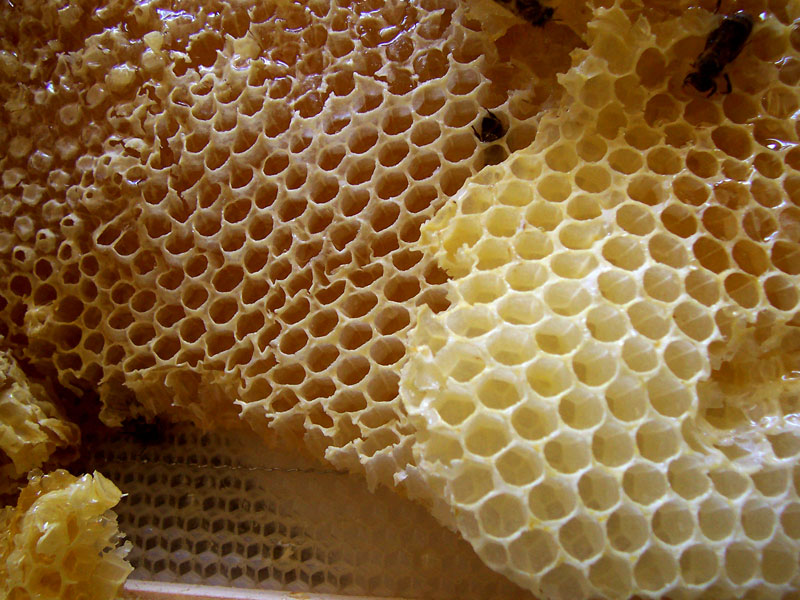
Plaster miodu przedstawiający sześciokątne komórki wosku, w których pszczoły gromadzą miód

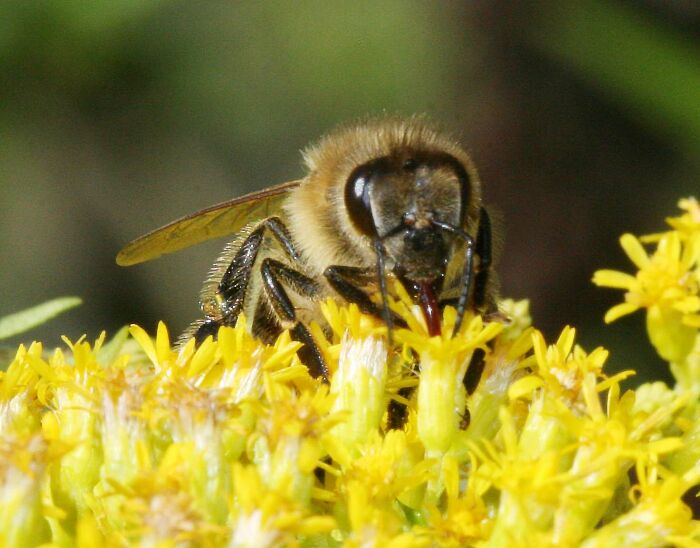
Pszczoła miodna

Miód – słodki produkt spożywczy, zawierający ok. 80% cukru, w warunkach naturalnych wytwarzany głównie przez pszczoły właściwe (miód pszczeli) oraz nieliczne inne błonkówki, m.in. osy z podrodziny Polistinae (Brachygastra, Polistes i Polybia), poprzez przetwarzanie nektaru kwiatowego roślin miododajnych, a także niektórych wydzielin występujących na liściach drzew. Miód pszczeli różni się składem od miodu wytwarzanego przez inne owady. Osy pobierają nektar także z roślin trujących dla człowieka, dlatego wytwarzany przez nie miód nierzadko jest przyczyną ciężkich zatruć.
W bardzo ograniczonym stopniu substytutem miodu naturalnego jest tzw. miód sztuczny.

## Miód pszczeli
Pszczoły gromadzą miód w plastrze, gdzie ulega zagęszczaniu i dojrzewaniu. W zależności od surowca, z jakiego powstał miód, wyróżnia się trzy główne typy miodów:
- nektarowe,
- spadziowe,
- nektarowo-spadziowe.

Ze względu na okres pozyskiwania rozróżnia się miody wiosenne, letnie i jesienne.
Miód może mieć konsystencję gęstego płynu lub stałą, a barwę od białej, poprzez jasnożółtą aż do brunatno-brązowej, nawet brunatno-ciemnozielonej.
W postaci płynnej nosi nazwę patoka, w postaci zestalonej (skrystalizowanej) krupiec. Spożywa się także miód plastrowy, dojrzały miód zasklepiony w plastrze pszczelim.

## Powstawanie miodu pszczelego
Miód produkują pszczoły z rodzaju Apis i pszczoły bezżądłowe, znosząc do ula nektar kwiatowy lub spadź. Pod wpływem enzymów i kwasu mrówkowego (HCOOH) sacharoza przekształca się w przewodzie pokarmowym pszczoły w glukozę i fruktozę, których mieszaninę potocznie zwie się cukrem inwertowanym. Zachodzi reakcja: C12H22O11 + H2O → C6H12O6 + C6H12O6

## Skład chemiczny miodu pszczelego
Zawartość tej strony może naruszać prawa autorskie.
Tekst źródłowy prawdopodobnie pochodzi z:
Badanie właściwości fizykochemicznych żywności – na przykładzie miodów pszczelich. W: Ćwiczenia laboratoryjne z chemii żywności. Wyd. pierwsze. Warszawa: Wydawnictwo SGGW, 2008, s. 80. ISBN 978-83-7583-001-9.
1. Nie usuwaj tego szablonu. Zostanie on usunięty, jeżeli prawa autorskie tego artykułu zostaną wyjaśnione.
2. Jeżeli potrafisz, napisz artykuł tak, aby nie naruszał praw autorskich.
3. Jeżeli masz prawa autorskie do tej treści lub masz zgodę na publikację zgodną z naszą licencją, prosimy, napisz o tym na stronie dyskusji tego artykułu i na stronie Wikipedia:Lista NPA oraz zastosuj procedurę zamieszczania haseł wcześniej opublikowanych.
4. Artykuł zostanie usunięty, jeżeli status praw autorskich do zawartych w nim treści nie zostanie wyjaśniony.

Powielanie materiałów chronionych prawami autorskimi – bez zezwolenia właściciela tych praw – jest pogwałceniem obowiązującego prawa, jest też sprzeczne z ustaleniami Wikipedii. Osobom, które regularnie wstawiają takie materiały, może zostać odebrane uprawnienie edytowania Wikipedii.
Najliczniejszą grupę związków w miodzie stanowią węglowodany. W największej ilości występują monosacharydy, takie jak glukoza (~34%) oraz fruktoza (~39%). W mniejszych ilościach w miodach mogą występować inne węglowodany, w tym sacharoza, maltoza (7,3%) oraz melecytoza (miody spadziowe). Stosunek węglowodanów do wody w miodzie wynosi ok. 4:1.
Istotnym czynnikiem wpływającym na smak miodu są kwasy organiczne. W największej ilości występują kwasy: glukonowy, jabłkowy i cytrynowy. Zasadniczą grupą związków decydującą o smaku i aromacie miodu są olejki eteryczne pochodzące z nektaru. Łącznie z miodu wyodrębniono ponad 50 substancji aromatycznych, wśród których znajdują się wyższe alkohole alifatyczne, aldehydy i ketony, a także estry i związki polifenolowe.
Barwa miodu zależy od obecności różnych barwników. Największe znaczenie mają karotenoidy, głównie β-karoten i ksantofil. Zawartość związków azotowych w miodzie jest niewielka.
Spośród białek występujących w miodzie ważną rolę biologiczną spełniają enzymy. Pochodzą one głównie z gruczołów ślinowych pszczół. Do najważniejszych należy zaliczyć inwertazę, która powoduje hydrolizę sacharozy do glukozy i fruktozy, α-amylazę i β-amylazę, prowadzące do przemiany polisacharydów do dekstryn, a następnie do cukrów prostych; oksydazę glukozową powodującą utlenianie glukozy do kwasu glukonowego. W reakcji tej powstaje nadtlenek wodoru – związek o właściwościach antyseptycznych.
Ponadto miód zawiera pewne ilości mikroelementów: potasu, chloru, fosforu, magnezu, wapnia, żelaza, manganu, kobaltu i innych. W miodzie stwierdzono również występowanie substancji o charakterze hormonalnym. Ważne zadanie spełnia acetylocholina. Miód zawiera także niewielkie ilości witamin – głównie B1, B2, B6, B12, kwasu foliowego, kwasu pantotenowego i biotyny.
Ważnym składnikiem miodu są ziarna pyłku roślin, z których został zebrany nektar. Analiza pyłkowa umożliwia klasyfikację miodu odmianowego, stwierdzenie jego pochodzenia, a także wykrycie zafałszowań miodu, w tym odróżnienie miodu naturalnego od sztucznego.

## Aktywność biologiczna, wartości odżywcze i lecznicze miodu pszczelego
Wartość kaloryczna 100 g miodu pszczelego to ok. 324 kcal. Dominujący udział cukrów prostych – glukozy i fruktozy, decyduje o wartości energetycznej miodu. Cukry te są wchłaniane w układzie pokarmowym bezpośrednio do krwi, gdzie w zależności od potrzeb przetwarzane są w energię lub odkładane w wątrobie w postaci glikogenu.
Właściwości bakteriostatyczne niektórych typów miodu mogą mieć zastosowanie we wspomaganiu gojenia ran. Właściwości takie obserwowane są wyłącznie w badaniach na próbkach laboratoryjnych i dla czystego miodu (nie rozcieńczanego). Za działanie bakteriostatyczne miodu odpowiadają jego właściwości fizyczne, zawartość toksycznego metyloglioksalu oraz obecność stale powstającego, w śladowych ilościach, nadtlenku wodoru – na skutek rozkładu węglowodorów wielohydroksylowych, w tym przypadku β-D-glukopiranozy (dekstrozy), garbników, antocyjanów i związków azotowych. Zwykle właściwości bakteriostatyczne są bardzo słabe (z wyjątkiem np. miodu manuka). Właściwości te nie były obserwowane przy podaniu drogą pokarmową.
Słabe właściwości bakteriostatyczne mogą również wynikać z niewielkiej zawartości peptydu oznaczonego jako defensin-1.
Wartość lecznicza miodu nie została potwierdzona, jednak w jednym przypadku, to jest w przypadku leczenia kaszlu, uzyskano mieszane wyniki badań lub statystycznie niejednoznaczne (nieznacznie powyżej wyniku placebo). W przypadku stosowania czystego miodu w leczeniu kaszlu u dzieci uzyskano niewielką skuteczność, nieznacznie powyżej skuteczności placebo i wyleczeń u grupy kontrolnej nie poddawanej terapii, jednak znacznie niższą skuteczność niż w przypadku dekstrometorfanu. Pomimo tego w sierpniu 2018 roku National Institute for Health and Care Excellence (NICE) oraz Public Health England (PHE) w swoich zaleceniach dopuszcza m.in. stosowanie miodu w przypadku kaszlu.
Metaanaliza 14 badań wykazała, że użycie miodu w terapii zakażeń górnych dróg oddechowych zmniejszało częstotliwość kaszlu o 36% i zmniejszało jego intensywność o 44% w porównaniu do standardowej opieki.
Naukowcy z Politechniki Łódzkiej opracowali system zamykania substancji aktywnych zwartych w miodzie w kapsułkach, co pozwala na ochronę przed destrukcyjnym działaniem soków żołądkowych i dozowanie wprost do jelit. Pozwala to ograniczyć straty cennych składników.
Zobacz też poniżej: Przeciwwskazania do spożycia.

### Wpływ temperatury na miód
Poniżej tabela przedstawiająca zależność od temperatury miodu czasu potrzebnego do zmniejszenia aktywności diastazy (amylazy) i inwertazy o połowę. Dane według Včelařství 9/2005 za „Bienenprodukte und Apitherapie”, A. Matzke, S. Bogdanov.
| temperatura | diastaza    | inwertaza   |
| ----------- | ----------- | ----------- |
| 10 °C       | 35 lat      | 26 lat      |
| 20 °C       | 4 lata      | 2 lata      |
| 30 °C       | 200 dni     | 83 dni      |
| 40 °C       | 31 dni      | 9,6 dnia    |
| 50 °C       | 5,4 dnia    | 1,3 dnia    |
| 60 °C       | 1 dzień     | 4,7 godziny |
| 70 °C       | 5,3 godziny | 47 minut    |

Zobacz też poniżej o krystalizacji i dekrystalizacji miodu.

## Miody nektarowe (kwiatowe)

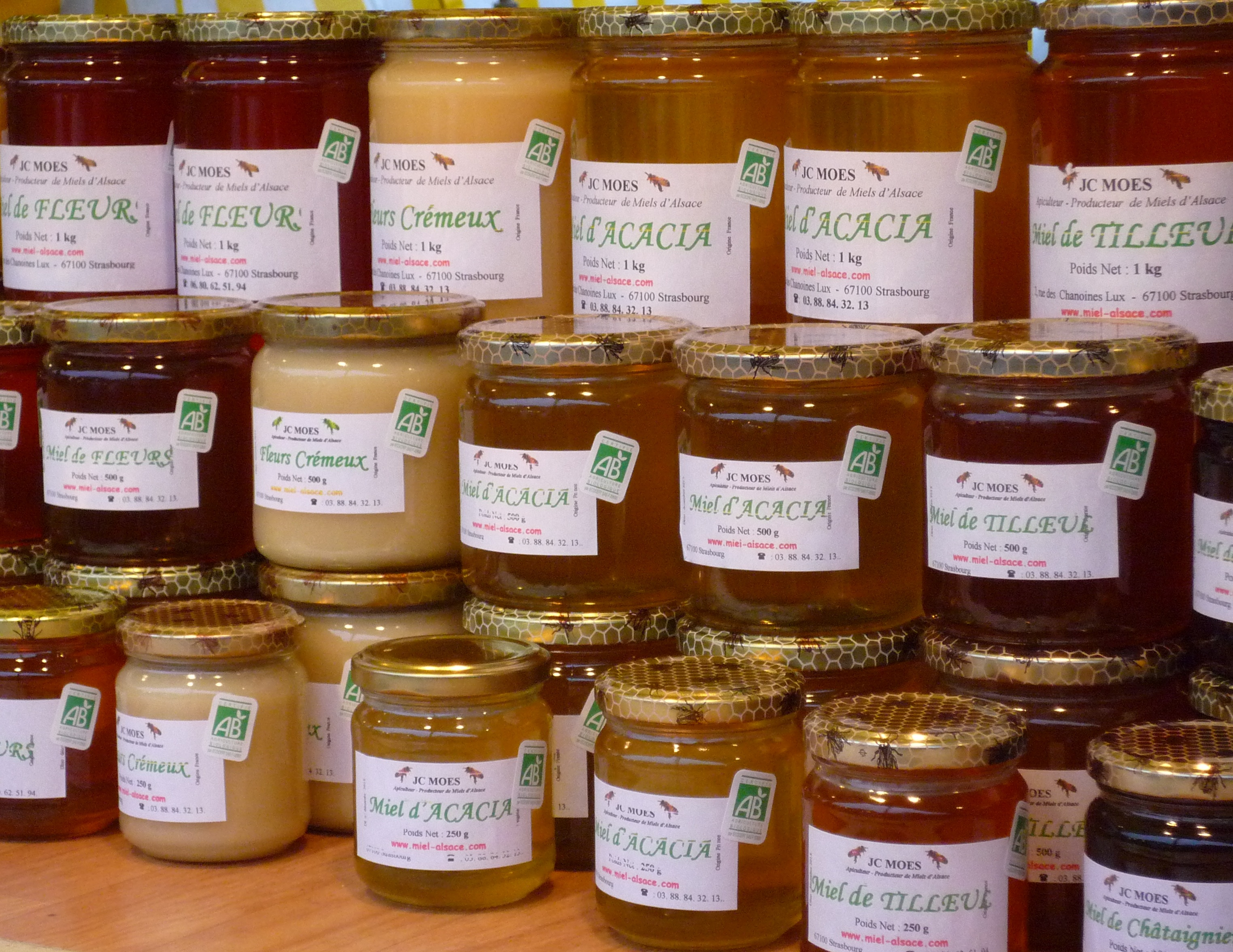
Francuskie miody pochodzące z różnych źródeł kwiatowych, z widocznymi różnicami w kolorze i teksturze

Miód taki w większości wypadków jest jasny, a tylko nieliczne jego rodzaje mają odcień od ciemnożółtego do brązowego. Miody kwiatowe odznaczają się wyraźnym aromatem.
Miód pochodzi z nektaru najczęściej różnych roślin, ale pszczelarze mogą uzyskiwać miody odmianowe, powstające przy ogromnej przewadze nektaru jednej rośliny. Miody takie odbiera się z ula zaraz po przekwitnieniu danej rośliny miododajnej. Określa się je nazwą rośliny, z której głównie pochodzą, np. miód wrzosowy. W Polsce ważniejszymi roślinami miododajnymi są: rzepak, koniczyny, lipy i gryka.
Rodzaje miodów odmianowych:
- Miód rzepakowy – należy do odmiany wiosennej[1]; w stanie płynnym ma kolor słomkowy, po skrystalizowaniu jest biały lub kremowy[1]; krystalizuje szybko, w ciągu kilku dni po odbiorze, przyjmując drobnoziarnistą, mazistą konsystencję. W smaku bardzo słodki. Zapach kwitnącego rzepaku, z czasem woń słabnie.
- Miód wrzosowy – w stanie płynnym kolor ciemnobrunatny, a konsystencja galaretowata. Krystalizuje szybko. Po skrystalizowaniu pomarańczowy lub ciemnobrunatny, o konsystencji drobnoziarnistej. Smak lekko gorzkawy, ostry. Zapach kwiatów wrzosu, silny.
- Miód gryczany – szczególnie nadaje się do wyrobu miodów pitnych. Silny aromat i swoisty ostry smak czyni napoje miodowe bardziej pikantnymi. W stanie płynnym, kolor ciemnoherbaciany do brunatnego. Po skrystalizowaniu kolor brązowy, konsystencja gruboziarnista, przy czym na powierzchni często pozostaje warstwa rzadkiego miodu. Miód o silnym zapachu kwiatu gryki, smak ostry, lekko piekący.
- Miód akacjowy – należy do odmiany wiosennej, choć zbiera się go później niż miód rzepakowy[1]; w stanie płynnym niemal bezbarwny, w stanie skrystalizowanym ma barwę kremową[1]; ze względu na dużą zawartość fruktozy proces jego krystalizacji trwa długo[1]. Miód o słabym zapachu kwiatu robinii akacjowej, mdły.
- Miód lipowy – w stanie płynnym kolor żółty lub zielonkawożółty. Konsystencją i barwą przypomina olej rycynowy. Po skrystalizowaniu ma kolor żółtopomarańczowy lub brunatny, konsystencję drobnoziarnistą, krupkowatą. Miód o wyraźnym zapachu lipy. Ostry w smaku, z lekką goryczką.
- Miód koniczynowy – w stanie płynnym barwa słomkowożółta, zapach kwiatów koniczyny, nikły. Po skrystalizowaniu barwa jasnożółta, smak bardzo słodki, łagodny, ale nieco mdły. Miód z koniczyny czerwonej jest jaśniejszy i długo pozostaje w stanie płynnym. Po skrystalizowaniu jest prawie biały. Ma wyraźny, niespotykany w innych miodach, kwaskowaty posmak.
- Miód bławatkowy – barwa złocistożółta, zapach bławatka, miód o ostrym, charakterystycznym smaku.
- Miód manuka – w stanie płynnym kolor dość ciemny. Jest to miód uzyskiwany z kwiatów rośliny manuka, rosnącej w Australii i Nowej Zelandii[22]. Ostry w smaku, intensywny w zapachu. Miód manuka jest intensywnie reklamowany, zwłaszcza w kręgach producentów i osób zainteresowanych tzw. „zdrową żywnością”, jako rzekomo posiadający lecznicze właściwości. Istnieją badania dowodzące antybakteryjnego działania tego miodu w warunkach in vitro (a więc na próbkach laboratoryjnych) i jest badana jego skuteczność przy aplikacji zewnętrznej na trudno gojące się rany. Nie ma jednak żadnych dowodów jakiegokolwiek leczniczego działania tego miodu będącego skutkiem jego spożycia. Rząd Nowej Zelandii w zaleceniach dla producentów miodu manuka wprost zabrania powoływania się na etykietach na terapeutyczne działanie tego miodu[23][24].
- Miód malinowy – w stanie płynnym kolor żółtawy. Po skrystalizowaniu żółtozłocisty. W smaku łagodny, lekko kwaskowaty, o lekkim zapachu malin.
- Miód nawłociowy – wytwarzany z nektaru kwiatu nawłoci, potocznie zwanym mimozą lub „złotą rózgą”, szybko krystalizuje. Zawiera rutynę i kwercetynę[25].
- Miód mniszkowy – pozyskiwany z kwiatów mniszka lekarskiego. W stanie płynnym jasnobrązowy, o charakterystycznej, ciągliwej konsystencji i intensywnym zapachu. Krystalizuje w ciągu kilku tygodni od odebrania, przybiera w całej objętości konsystencję mazistą i stopniowo twardnieje. W stanie stałym barwa żółta, często z białymi wykwitami. W smaku bardzo słodki i wyrazisty.
- Miód wielokwiatowy – w stanie płynnym kolor żółty. Po skrystalizowaniu kolor jasnobrązowy. Łagodny, o woskowym zapachu. Może też posiadać różne barwy i smak, uzależnione od rodzaju oblatywanego kwiatu.
- Miód cząbrowy – w stanie płynnym kolor ciemnobursztynowy do herbacianego. Po skrystalizowaniu kolor jasnobrązowy. Ostry swoisty smak pieprzowo-ziołowy o charakterystycznym zapachu kwiatu cząbru. Posiada ponad 1020 mg/kg wolnych aminokwasów, gdy uważany za najbardziej wartościowy pod tym względem miód nektarowy: gryczany – 720 mg/kg, a najdroższy na naszym rynku wrzosowy – 368 mg/kg[26]. Tradycyjnie w Polsce pozyskiwany na Kujawach[27].

## Miody spadziowe
W Polsce występują dwa gatunki miodów spadziowych; jest to tzw. spadź liściasta (pochodzi najczęściej z drzew lipy) oraz spadź iglasta. Są zbierane przez pszczoły z wydzielin pasożytujących na liściach tych drzew owadów: (mszyc lub czerwców), zmieszanych z wyciekającym – na skutek nakłucia owadów – sokiem roślinnym.
W miodach spadziowych, podobnie jak w miodach nektarowych przeważają cukry proste: glukoza i fruktoza, jednak w przewadze występuje glukoza, co sprawia, że wydają się one mniej słodkie. Zawartość cukrów prostych reguluje rozporządzenie Ministra Rolnictwa i Rozwoju Wsi z 2003 r., które mówi, ze suma tych cukrów w miodzie spadziowym oraz spadziowo-nektarowym nie może być mniejsza niż 45 g w 100 g miodu. Rozporządzenie to nie reguluje zawartości melecytozy w miodach, a jej zawartość może się wahać od 5 do 30%. Ilość tego cukru uzależniona jest między innymi od gatunku owadów produkujących spadź, temperatury otoczenia, wilgotności powietrza, siły rodziny pszczelej oraz ilości wytwarzanych przez pszczoły enzymów.
Oprócz biopierwiastków, związków azotowych (białka, aminokwasy i enzymy) i niewielkich ilości witamin miody spadziowe zawierają inne związki będące charakterystycznymi składnikami dla pąków i igliwia: żywice, olejki eteryczne, garbniki, alkaloidy, antocyjany czy też substancje antybiotyczne. Składniki te nadają miodom swoisty smak i aromat.
Do zanieczyszczeń wtórnych mogących występować w miodach spadziowych zalicza się: ziarna pyłku kwiatowego, cząsteczki kurzu, a także zarodniki grzybów oraz komórki glonów, które nadają miodom kolor zielonkawy i są przyczyną ciemnienia tych miodów.
Miody te mają wyższą przewodność właściwą w porównaniu z miodami nektarowymi, wynoszącą nie mniej niż 0,8 mS/cm. Wartość ta uwarunkowana jest zwiększoną zawartością związków mineralnych.
Miód spadziowy jest najczęściej ciemny z odcieniem zielonkawym (w przypadku spadzi iglastej) lub ciemno żółtawym (w przypadku spadzi liściastej). Miody spadziowe z drzew liściastych mają specyficzny smak, który nie każdemu odpowiada, a z drzew iglastych – łagodny, lekko żywiczny.
Spadź nie występuje corocznie. W niektórych regionach Polski występuje raz na kilka lat i dlatego miód spadziowy jest jednym z droższych miodów w Polsce.

## Krystalizacja i dekrystalizacja miodu
Krystalizacja jest zjawiskiem naturalnym, zachodzącym w każdym naturalnym miodzie. Czas krystalizacji jest różny dla różnych miodów i zależy głównie od pożytku, z jakiego miód został wyprodukowany, oraz od stopnia dojrzałości miodu. Krystalizacja miodu nie zmienia jego składu, a co za tym idzie właściwości odżywczych.
Z uwagi na stopień krystalizacji dojrzałego miodu wyróżnia się miód w stanie płynnym (patoka) oraz skrystalizowany (krupiec).
W przemyśle stosuje się również proces dekrystalizacji, wykorzystywany głównie przy konfekcjonowaniu miodu z opakowań zbiorczych. Proces ten polega na podgrzaniu krupca do temperatury około 50 °C nie dłużej niż 48 h. Po nieodpowiednim procesie dekrystalizacji znacznie wzrasta zawartość hydroksymetylofurfuralu, który nie ma żadnej wartości odżywczej i nie jest trawiony przez ludzkie enzymy. Maleje zawartość enzymów, miód traci właściwości bakteriobójcze, następuje denaturacja białka. Aby temu zapobiec, dekrystalizację należy przeprowadzać w temperaturze do 40 °C.
Okresowo (4–6 razy w ciągu doby przez 10–15 minut) intensywnie mieszając miód podczas krystalizacji, można uzyskać miód kremowany zawierający bardzo drobne kryształy. Proces ten nazywa się kremowaniem. Uzyskany przez mechaniczną obróbkę produkt jest kremowego koloru i doskonale nadaje się do smarowania pieczywa. Obróbka nie zmienia właściwości odżywczych miodu. Miód kremowany przechowywany w stałej temperaturze nie traci swych właściwości przez wiele miesięcy.

## Oznaczenie miodu na etykietach
Zgodnie z Rozporządzeniem Ministra Rolnictwa i Rozwoju Wsi z dnia 23 grudnia 2014 r. w sprawie znakowania poszczególnych rodzajów środków spożywczych nazwa „miód” może być używana tylko do oznakowania środka spożywczego, który jest naturalnym produktem wytwarzanym przez pszczoły Apis mellifera. Dodatkowo zgodnie z § 15 ust. 2 tego rozporządzenia, oznaczeniu podlega kraj pochodzenia, albo w przypadku, gdy miód pochodzi z więcej niż jednego kraju podaje się informację iż jest to:
- a) „mieszanka miodów pochodzących z państw członkowskich UE” albo
- b) „mieszanka miodów niepochodzących z państw członkowskich UE” albo
- c) „mieszanka miodów pochodzących z państw członkowskich UE i spoza UE”.

## Przeciwwskazania do spożycia
Dzieci poniżej pierwszego roku życia – miód może zawierać przetrwalniki pałeczek jadu kiełbasianego (Clostridium botulinum) w ilościach stanowiących zagrożenie dla zdrowia i życia dzieci poniżej pierwszego roku życia i powodować botulizm dziecięcy (zatrucie jadem kiełbasianym). Niebezpieczne stężenia przetrwalników występowały w 10% próbek miodu wyprodukowanego w USA, 7% miodu fińskiego, w miodzie norweskim przetrwalników w stężeniach niebezpiecznych nie wykryto. W Polsce obecność przetrwalników bakterii beztlenowych wykryto w 28,5% miodów wielokwiatowych, 26% miodów lipowych, 32,5% miodów gryczanych, 14,3% miodów akacjowych i 36,4% miodów rzepakowych. Obecność przetrwalników bakterii beztlenowych może, ale nie musi oznaczać obecności przetrwalników pałeczek jadu kiełbasianego. Dla dzieci starszych i dorosłych obecność przetrwalników nie stanowi zagrożenia. Miód nie zawiera jadu kiełbasianego.

## Fałszowanie miodu
Laboratoria badają jakość miodu i wykrywają fałszerstwa.
Chiński miód jest zbierany niedojrzały i przemysłowo suszony.